# Урван
Урван (Урбан) — апостол від 70-ти, сподвижник апостола Павла (Рим. 16:9), єпископ македонський.
Існує думка, що Урван народився в Римі та був язичником, якого навернув на християнство апостол Павло.
Амплій і Урбан супроводжували апостола Павла в його проповідницькій подорожі по країнах  Балканського півострова; тому їх єпископство в містах цього півострова, які перебували біля Чорного моря і в дельті Дунаю, видається цілком можливим. Був висвячений на єпископа Македонського з благословення святого апостола Андрія Первозваного.
За проповідь Євангелія і руйнування ідольських капищ був відданий мученицькій смерті юдеями і еллінами-язичниками.
Мощі Урвана разом з мощами Амплія і Стахія принесені були в Константинополь і покладені в Пігах (грец. Πηγαϊς — на джерелах).